# Associazione Calcio Reggiana 1998-1999
Questa voce raccoglie le informazioni riguardanti della Associazione Calcio Reggiana nelle competizioni ufficiali della stagione 1998-1999.

## Stagione
La stagione 1998-1999 viene indicata come quella del rilancio dalla società granata che, per riscattare il mancato obiettivo della promozione l'anno prima, apporta una vera e propria rivoluzione nell'organico della squadra. Con il ritorno di Armando Pantanelli dal prestito alla Fidelis Andria, il portiere Gianluca Berti viene ceduto al Ravenna, in difesa si punta principalmente sui giovani: vengono ingaggiati Alessandro Parisi e Jero Shakpoke, mentre sono confermati il ventenne Danilo Zini e Giovanni Orfei. Sul fronte cessioni, tra gli altri salutano la squadra gli esperti Filippo Galli, Gabriele Grossi e Giordano Caini. A centrocampo gli arrivi principali sono gli esperti Roberto Cappellacci (dalla Fidelis Andria) e Edvard Lasota (ceco proveniente dallo Slavia Praga), che fanno fronte alle principali partenze di Pietro Parente (al Torino) e Antonio Marasco (al Verona). Grande rivoluzione anche in attacco: ceduti il russo Igor Simutenkov al Bologna e il miglior marcatore della stagione precedente Giacomo Banchelli all'Atalanta, la società si affida all'esperienza di Maurizio Neri (acquistato dal Brescia) e di Stefano Guidoni (proveniente dal Perugia), completando il reparto con gli acquisti di Mario Lemme e Dario Morello. La panchina granata è affidata di nuovo a Franco Varrella.
La Reggiana parte con l'obiettivo della promozione in Serie A, ma le prime due partite di campionato contro Ternana e Cremonese, due neopromosse, finiscono con dei deludenti pareggi. I tifosi già mugugnano, ma alla terza giornata la Reggiana, per il quarto anno consecutivo, va ad espugnare il Bentegodi, battendo con un roboante 5-2 il Verona (poi vincitore del campionato) grazie principalmente all'ottima vena di Stefano Guidoni, autore di una tripletta. La vittoria secca, contro una squadra ritenuta concorrente per la promozione, sembra confermare la bontà dell'organico, ma già dalla giornata successiva per i granata iniziano i problemi: sconfitta al Giglio dal Napoli e poi fuori casa dal Pescara, arriva il successo casalingo contro un'altra potenziale diretta concorrente, il Lecce (2-1 il risultato), ma la vittoria si rivela essere una acuto isolato. Nelle successive quattro partite la Reggiana ottiene solo due pareggi interni contro Monza e Chievo, avversari ritenuti inferiori, e incappa anche in una pesante sconfitta per 3-0 contro la Reggina. La società a questo punto decide di sollevare dall'incarico Franco Varrella (10 punti in 10 giornate il suo bottino) e chiama al suo posto il bresciano Attilio Perotti.
La situazione di classifica della squadra però peggiora progressivamente con il prosieguo del campionato: nelle successive 9 partite, che portano alla conclusione del girone di andata, la Reggiana ottiene solo una vittoria (un 3-0 alla Fidelis Andria con tripletta di Mario Lemme), e chiude la prima metà di stagione, fatta di soli 16 punti, con quattro sconfitte consecutive (tra le quali due scontri diretti per la salvezza contro Cosenza e Lucchese), che la fanno precipitare al penultimo posto in classifica davanti alla sola Cremonese.
Per cercare di raddrizzare la stagione, la società decide di apportare l'ennesima rivoluzione di organico. Viene perfezionato uno scambio di prestiti tra portieri con il Perugia, Pantanelli passa in Umbria e Angelo Pagotto arriva a Reggio Emilia. Per il centrocampo arrivano Georgi Nemsadze, Angelo Carbone, Riccardo Maspero e il giovane Riccardo Allegretti. Per quanto riguarda l'attacco, con Stefano Guidoni che era già stato ceduto al Verona in autunno, parte anche Mario Lemme (destinazione Monza), vengono invece ingaggiati Massimo Margiotta (che sarà il miglior marcatore granata a fine anno con 10 reti), Pierpaolo Bresciani e, infine, l'ex-capocannoniere di Serie A Igor Protti. I continui cambiamenti della rosa impedirono ai giocatori di trovare un affiatamento tra di loro e agli allenatori di trovare le giuste tattiche da mettere in pratica, contribuendo in maniera determinante ad aumentare le difficoltà della squadra, che seguitarono a palesarsi nonostante la presenza di diversi calciatori di buon livello. Alla fine della stagione i giocatori impiegati almeno per una partita saranno addirittura 38.
L'inizio del girone di ritorno mette la Reggiana di fronte a due sfide-salvezza importanti con Ternana e Cremonese, ma i granata non riusciranno ad andare oltre due pareggi (particolarmente acceso il 2-2 di Cremona, con l'arbitro duramente contestato dai padroni di casa). La Reggiana non riesce a riprendersi così la società decide di esonerare Perotti e di richiamare Franco Varrella dopo lo 0-2 subito in casa dal Pescara alla 24ª giornata. La seconda avventura del tecnico riminese vede il successo per 3-0 contro il Ravenna in casa, ma la giornata dopo a Monza, in una partita potenzialmente decisiva, una papera del portiere Angelo Pagotto consente ai brianzoli di vincere 1-0 inguaiando non poco i granata. Dopo sei partite in panchina e la sconfitta per 2-0 contro il Torino, Franco Varrella viene esonerato di nuovo, e la società affida la panchina all'esordiente Angelo Gregucci, coadiuvato da Fabiano Speggiorin.
È la mossa della disperazione, in quanto la Reggiana ha ormai accumulato un distacco quasi incolmabile nelle sole 8 partite che restano da giocare. I granata mancano la vittoria nella sfortunata sfida diretta contro il Cesena al Giglio (finisce 1-1), ma sette giorni dopo vincono ad Andria per 2-3 un altro scontro diretto per la salvezza. La botta forse decisiva alle speranze granata la dà il Genoa, che espugna il Giglio per 1-3 la settimana successiva, una sconfitta che compromette non poco la rincorsa alla 16ª posizione; segue poi uno 0-0 contro l'Atalanta. Ormai la retrocessione sembra solo questione di tempo: quando mancano solo 4 partite la Reggiana è penultima con 29 punti e ne ha 5 di distacco dalla Lucchese, 7 dal Cosenza, 9 dalla Fidelis Andria e dalla Ternana e addirittura 11 dal Cesena. Le ultime quattro partite sono un assalto disperato, la squadra sembra non voler accettare un verdetto che pare ormai scritto e batte nell'ordine Cosenza, Treviso e Brescia, rinviando la sentenza di retrocessione fino all'ultima giornata dove però non può più sottrarsi al suo destino: la Reggiana vince la sua quarta partita consecutiva, superando in casa la Lucchese, ma la contemporanea vittoria del Cosenza contro il già salvo Cesena sancisce la retrocessione dei granata in Serie C1 a soli tre anni dalla promozione in Serie A.

## Divise e sponsor
| Prima divisa |

## Rosa
| N. |                    | Ruolo | Calciatore          |
| -- | ------------------ | ----- | ------------------- |
| 1  | Italia (bandiera)  | P     | Armando Pantanelli  |
| 1  | Italia (bandiera)  | P     | Angelo Pagotto      |
| 2  | Italia (bandiera)  | D     | Roberto Cevoli      |
| 3  | Italia (bandiera)  | C     | Paolo Ponzo         |
| 4  | Italia (bandiera)  | C     | Antonio Marasco     |
| 4  | Italia (bandiera)  | C     | Claudio Grimaudo    |
| 4  | Italia (bandiera)  | C     | Angelo Carbone      |
| 5  | Italia (bandiera)  | C     | Gianluca Cherubini  |
| 6  | Italia (bandiera)  | D     | Alessandro Parisi   |
| 7  | Italia (bandiera)  | A     | Maurizio Neri       |
| 8  | Italia (bandiera)  | C     | Roberto Cappellacci |
| 9  | Italia (bandiera)  | A     | Stefano Guidoni     |
| 9  | Italia (bandiera)  | A     | Igor Protti         |
| 10 | Italia (bandiera)  | A     | Pietro Capuccilli   |
| 10 | Italia (bandiera)  | D     | Marino D'Aloisio    |
| 10 | Italia (bandiera)  | C     | Riccardo Maspero    |
| 11 | Italia (bandiera)  | A     | Dario Morello       |
| 12 | Italia (bandiera)  | P     | Davide Bagnacani    |
| 13 | Italia (bandiera)  | C     | Stefano Citterio    |
| 14 | Italia (bandiera)  | C     | Salvatore Sullo     |
| 14 | Italia (bandiera)  | A     | Sandro Andreolla    |
| 15 | Nigeria (bandiera) | D     | Jero Shakpoke       |
| 16 | Italia (bandiera)  | A     | Giacomo Paniccia    |

| N. |                           | Ruolo | Calciatore          |
| -- | ------------------------- | ----- | ------------------- |
| 17 | Italia (bandiera)         | C     | Gianni Migliorini   |
| 17 | Italia (bandiera)         | D     | Paolo Mozzini       |
| 18 | Italia (bandiera)         | A     | Mario Lemme         |
| 18 | Italia (bandiera)         | C     | Riccardo Allegretti |
| 19 | Italia (bandiera)         | A     | Giovanni Di Somma   |
| 19 | Italia (bandiera)         | A     | Massimo Margiotta   |
| 20 | Italia (bandiera)         | C     | Giuliano Gentilini  |
| 20 | Gabon (bandiera)          | A     | Catilina Aubameyang |
| 21 | Italia (bandiera)         | D     | Christian Ottofaro  |
| 21 | Italia (bandiera)         | A     | Pierpaolo Bresciani |
| 22 | Italia (bandiera)         | P     | Beniamino Abate     |
| 23 | Italia (bandiera)         | C     | Alessandro Scarponi |
| 24 | Italia (bandiera)         | C     | Paolo Coppola       |
| 24 | Italia (bandiera)         | D     | Giovanni Orfei      |
| 25 | Italia (bandiera)         | C     | Christian Cimarelli |
| 25 | Georgia (bandiera)        | C     | Georgi Nemsadze     |
| 26 | Cecoslovacchia (bandiera) | C     | Edvard Lasota       |
| 26 | Nigeria (bandiera)        | A     | Lucky Isibor        |
| 26 | Italia (bandiera)         | A     | Elvis Abbruscato    |
| 27 | Italia (bandiera)         | D     | Danilo Zini         |
| 28 | Italia (bandiera)         | C     | Dario Gozzi         |
| 29 | Italia (bandiera)         | D     | Ivano Casanova      |

## Calciomercato

### Sessione estiva
| Acquisti | Acquisti            | Acquisti       | Acquisti      |
| R.       | Nome                | da             | Modalità      |
| -------- | ------------------- | -------------- | ------------- |
| P        | Armando Pantanelli  | Fidelis Andria | Fine prestito |
| D        | Stefano Citterio    | Varese         | Definitivo    |
| D        | Marino D'Aloisio    | Ravenna        | Definitivo    |
| D        | Giuliano Gentilini  | Bologna        | Definitivo    |
| D        | Jero Shakpoke       | Zagłębie Lubin | Definitivo    |
| D        | Alessandro Scarponi | Torino         | Prestito      |
| D        | Paolo Mozzini       | Cremonese      | Fine prestito |
| D        | Christian Ottofaro  | Cittadella     | Prestito      |
| D        | Alessandro Parisi   | Palermo        | Definitivo    |
| C        | Roberto Cappellacci | Fidelis Andria | Definitivo    |
| C        | Christian Cimarelli | Montevarchi    | Definitivo    |
| C        | Edvard Lasota       | Slavia Praga   | Definitivo    |
| C        | Gianni Migliorini   | Siena          | Definitivo    |
| C        | Francesco Tudisco   | Fidelis Andria | Fine prestito |
| C        | Franz Carr          | Bolton         | Fine prestito |
| A        | Stefano Guidoni     | Perugia        | Definitivo    |
| A        | Giovanni Di Somma   | Palermo        | Prestito      |
| A        | Mario Lemme         | Fidelis Andria | Definitivo    |
| A        | Dario Morello       | Genoa          | Definitivo    |
| A        | Maurizio Neri       | Brescia        | Definitivo    |

| Cessioni | Cessioni             | Cessioni         | Cessioni      |
| R.       | Nome                 | a                | Modalità      |
| -------- | -------------------- | ---------------- | ------------- |
| P        | Gianluca Berti       | Ravenna          | Definitivo    |
| D        | Filippo Galli        | Brescia          | Definitivo    |
| D        | Ciro Caruso          | Pescara          | Definitivo    |
| D        | Gabriele Grossi      | Perugia          | Definitivo    |
| D        | Giordano Caini       | Piacenza         | Definitivo    |
| D        | Fabio Caselli        | Cremapergo       | Prestito      |
| D        | Claudio Grimaudo     | Atletico Catania | Definitivo    |
| C        | Franz Carr           | West Bromwich    | Definitivo    |
| C        | Antonio Marasco      | Verona           | Definitivo    |
| C        | Sebastiano Vecchiola | Ravenna          | Definitivo    |
| C        | Nicolò Sciacca       | Ravenna          | Definitivo    |
| C        | Cristiano Zanetti    | Fiorentina       | Fine prestito |
| C        | Francesco Tudisco    | Fidelis Andria   | Definitivo    |
| C        | Ivano Della Morte    | Fidelis Andria   | Definitivo    |
| C        | Paolo Coppola        | Cremapergo       | Definitivo    |
| C        | Luca Ariatti         | Ascoli           | Prestito      |
| C        | Pietro Parente       | Torino           | Definitivo    |
| C        | Alessio Pirri        | Genoa            | Definitivo    |
| A        | Johan Ragnell        | Ljungskile       | Definitivo    |
| A        | Igor Simutenkov      | Bologna          | Definitivo    |
| A        | Andrea Silenzi       | Ravenna          | Definitivo    |
| A        | Christian Araboni    | Cremapergo       | Definitivo    |
| A        | Giacomo Banchelli    | Atalanta         | Definitivo    |

### Sessioni autunnale e invernale
| Acquisti | Acquisti            | Acquisti     | Acquisti   |
| R.       | Nome                | da           | Modalità   |
| -------- | ------------------- | ------------ | ---------- |
| P        | Angelo Pagotto      | Perugia      | Prestito   |
| C        | Riccardo Maspero    | Perugia      | Prestito   |
| C        | Riccardo Allegretti | Empoli       | Prestito   |
| C        | Angelo Carbone      | Atalanta     | Definitivo |
| C        | Georgi Nemsadze     | Grasshoppers | Definitivo |
| C        | Lucky Isibor        | Dinamo Mosca | Prestito   |
| A        | Pierpaolo Bresciani | Venezia      | Definitivo |
| A        | Massimo Margiotta   | Lecce        | Definitivo |
| A        | Igor Protti         | Lazio        | Definitivo |

| Cessioni | Cessioni            | Cessioni   | Cessioni      |
| R.       | Nome                | a          | Modalità      |
| -------- | ------------------- | ---------- | ------------- |
| P        | Armando Pantanelli  | Perugia    | Prestito      |
| D        | Giuliano Gentilini  | Livorno    | Definitivo    |
| D        | Marino D'Aloisio    | Padova     | Prestito      |
| D        | Christian Ottofaro  | Cittadella | Fine prestito |
| C        | Salvatore Sullo     | Pescara    | Definitivo    |
| C        | Christian Cimarelli | Lecce      | Definitivo    |
| A        | Stefano Guidoni     | Verona     | Definitivo    |
| A        | Giovanni Di Somma   | Cittadella | Definitivo    |
| A        | Mario Lemme         | Monza      | Definitivo    |
| A        | Massimo Minetti     | Brescello  | Prestito      |

## Risultati

### Campionato

#### Girone di andata
| Terni 6 settembre 1998 1ª giornata | Ternana           | 0 – 0 | Reggiana | Stadio Libero Liberati\| Arbitro: \| Bonfrisco (Monza) \| |
| Arbitro:                           | Bonfrisco (Monza) |       |          |                                                           |

| Arbitro: | Cardella (Torre del Greco) |

|           |           |              |
| Sullo 48’ | Marcatori | 68’ Manfredi |

| Arbitro: | Nucini (Bergamo) |

|                          |           |                                              |
| De Vitis 62’ Manetti 89’ | Marcatori | 9’ Cimarelli 29’, 53’, 60’ Guidoni 37’ Sullo |

| Reggio Emilia 27 settembre 1998 4ª giornata | Reggiana            | 0 – 1 | Napoli | Stadio Giglio\| Arbitro: \| Castellani (Verona) \| |
| Arbitro:                                    | Castellani (Verona) |       |        |                                                    |

| Arbitro: | Rosetti (Torino) |

|             |           |  |
| Rachini 20’ | Marcatori |  |

| Arbitro: | Pirrone (Messina) |

|                      |           |               |
| Neri 79’ (rig.), 86’ | Marcatori | 29’ Margiotta |

| Arbitro: | Pin (Conegliano) |

|               |           |  |
| Dell'Anno 38’ | Marcatori |  |

| Arbitro: | Paparesta (Bari) |

|                 |           |                     |
| Neri 51’ (rig.) | Marcatori | 67’ (rig.) Masolini |

| Arbitro: | Sirotti (Forlì) |

|                                             |           |  |
| Artico 31’ (rig.) Pinciarelli 63’ Tomic 73’ | Marcatori |  |

| Arbitro: | Guiducci (Arezzo) |

|               |           |                 |
| D'Aloisio 54’ | Marcatori | 92’ M. Veronese |

| Arbitro: | Bertini (Arezzo) |

|               |           |               |
| Cimarelli 32’ | Marcatori | 86’ Artistico |

| Arbitro: | Branzoni (Pavia) |

|                           |           |  |
| Comandini 27’ (rig.), 31’ | Marcatori |  |

| Arbitro: | Preschern (Mestre) |

|                                  |           |  |
| Lemme 56’, 73’ Protti 60’ (rig.) | Marcatori |  |

| Arbitro: | Guiducci (Arezzo) |

|                   |           |           |
| Vukoja 65’ (rig.) | Marcatori | 93’ Lemme |

| Reggio Emilia 20 dicembre 1998 15ª giornata | Reggiana                   | 0 – 0 | Atalanta | Stadio Giglio\| Arbitro: \| Cardella (Torre del Greco) \| |
| Arbitro:                                    | Cardella (Torre del Greco) |       |          |                                                           |

| Arbitro: | Dagnello (Trieste) |

|                                |           |  |
| Tatti 27’ (rig.) Paschetta 82’ | Marcatori |  |

| Arbitro: | Castellani (Verona) |

|                                             |           |                                  |
| L. Beghetto 43’ Orlando 90’ Lantignotti 92’ | Marcatori | 40’ (aut.) Di Bari 56’ D'Aloisio |

| Arbitro: | Pirrone (Messina) |

|            |           |                              |
| Protti 79’ | Marcatori | 34’ (aut.) Parisi 40’ Hubner |

| Arbitro: | Guiducci (Arezzo) |

|                          |           |  |
| Bettoni 69’ Matzuzzi 87’ | Marcatori |  |

#### Girone di ritorno
| Arbitro: | Pin (Conegliano) |

|                 |           |              |
| Margiotta 45+1’ | Marcatori | 60’ Cucciari |

| Arbitro: | Bonfrisco (Monza) |

|                 |           |                                 |
| Brncic 31’, 65’ | Marcatori | 21’ Margiotta 95’ (rig.) Protti |

| Arbitro: | Pirrone (Messina) |

|            |           |              |
| Protti 56’ | Marcatori | 12’ Aglietti |

| Arbitro: | Tombolini (Ancona) |

|                  |           |  |
| Turrini 62’, 74’ | Marcatori |  |

| Arbitro: | Pirrone (Messina) |

|  |           |                 |
|  | Marcatori | 8’, 76’ Palumbo |

| Arbitro: | Strazzera (Trapani) |

|              |           |  |
| Giannini 55’ | Marcatori |  |

| Arbitro: | Nucini (Bergamo) |

|                         |           |  |
| Margiotta 27’, 30’, 66’ | Marcatori |  |

| Arbitro: | Serena (Bassano del Grappa) |

|            |           |  |
| Annoni 30’ | Marcatori |  |

| Arbitro: | Fausti (Milano) |

|               |           |            |
| Margiotta 39’ | Marcatori | 43’ Artico |

| Verona 11 aprile 1999 29ª giornata | Chievo            | 0 – 0 | Reggiana | Stadio Marcantonio Bentegodi\| Arbitro: \| Guiducci (Arezzo) \| |
| Arbitro:                           | Guiducci (Arezzo) |       |          |                                                                 |

| Arbitro: | Nucini (Bergamo) |

|                            |           |  |
| M. Bonomi 14’ Ferrante 38’ | Marcatori |  |

| Arbitro: | Strazzera (Trapani) |

|                |           |               |
| D. Morello 20’ | Marcatori | 65’ Graffiedi |

| Arbitro: | Branzoni (Pavia) |

|                            |           |                                                 |
| Corradi 45+1’ Trapella 70’ | Marcatori | 12’ S. Citterio 15’ (rig.) Margiotta 51’ Protti |

| Arbitro: | Paparesta (Bari) |

|                |           |                                |
| D. Morello 50’ | Marcatori | 11’, 93’ Ruotolo 76’ Francioso |

| Bergamo 16 maggio 1999 34ª giornata | Atalanta          | 0 – 0 | Reggiana | Stadio Atleti Azzurri d'Italia\| Arbitro: \| Guiducci (Arezzo) \| |
| Arbitro:                            | Guiducci (Arezzo) |       |          |                                                                   |

| Arbitro: | Pirrone (Messina) |

|                                         |           |                       |
| Margiotta 48’ D. Morello 55’ Protti 67’ | Marcatori | 48’, 73’ (rig.) Tatti |

| Arbitro: | Serena (Bassano del Grappa) |

|                     |           |              |
| Protti 48’ Neri 87’ | Marcatori | 44’ Belmonte |

| Arbitro: | Boggi (Salerno) |

|  |           |               |
|  | Marcatori | 30’ Margiotta |

| Arbitro: | Nucini (Bergamo) |

|                                            |           |                           |
| Margiotta 6’ (rig.) Carbone 66’ Cevoli 91’ | Marcatori | 47’ Foglia 83’ Sorrentino |

### Coppa Italia
| Arbitro: | Bonfrisco (Monza) |

|                           |           |             |
| Serao 32’ Cornacchini 86’ | Marcatori | 19’ Guidoni |

| Arbitro: | Fausti (Milano) |

|                                                                     |                      |                                                                    |
| Neri 32’ (rig.) Cimarelli 89’                                       | Marcatori            | 16’ Suppa                                                          |
| Sullo Cimarelli Ponzo Guidoni Cappellacci Lemme Pantanelli Scarponi | Tiri di rigore 5 – 6 | Cristante Margheriti Spagnolli Campana Pergolizzi Suppa Rosa Serao |